# Tartarsauce
Tartarsauce er en kold sovs  af mayonaise, æggeblomme og purløg. I moderne madlavning er den dog i almindelighed tilsat persille, hvidvinseddike, kapers, sennep eller finthakket syltede agurker.
Tartarsauce ligner remoulade. Den anvendes gerne til paneret mad (fx fish and chips) eller  kylling.
| Mad og drikke | Spire Denne artikel om mad og drikke er en spire som bør udbygges. Du er velkommen til at hjælpe Wikipedia ved at udvide den. |